# The Best – Zamki na piasku
The Best – Zamki na piasku – album kompilacyjny zespołu Lady Pank, wydany w 2004 roku nakładem Agencji Artystycznej MTJ.
Autorem wszystkich utworów jest duet Jan Borysewicz (muzyka), Andrzej Mogielnicki (teksty).

## Lista utworów
1. „Mała Lady Punk” (muz. J. Borysewicz; sł. A. Mogielnicki) – 3:23
2. „Mniej niż zero” (muz. J. Borysewicz; sł. A. Mogielnicki) – 3:59
3. „Fabryka małp” (muz. J. Borysewicz; sł. A. Mogielnicki) – 3:40
4. „Marchewkowe pole” (muz. J. Borysewicz; sł. A. Mogielnicki) – 3:51
5. „Kryzysowa narzeczona” (muz. J. Borysewicz; sł. A. Mogielnicki) – 3:58
6. „Minus 10 w Rio” (muz. J. Borysewicz; sł. A. Mogielnicki) – 4:50
7. „Rysunkowa postać” (muz. J. Borysewicz; sł. A. Mogielnicki) – 3:40
8. „Siedmioramienna gwiazda” (muz. J. Borysewicz; sł. A. Mogielnicki) – 3:14
9. „Zamki na piasku” (muz. J. Borysewicz; sł. A. Mogielnicki) – 4:30
10. „Raport z N.” (muz. J. Borysewicz; sł. A. Mogielnicki) – 3:15
11. „Wciąż bardziej obcy” (muz. J. Borysewicz; sł. A. Mogielnicki) – 5:29
12. „Wędrówka” (muz. J. Borysewicz; sł. A. Mogielnicki) – 2:44
13. „Moje Kilimandżaro” (muz. J. Borysewicz; sł. A. Mogielnicki) – 4:19
14. „Tańcz głupia tańcz” (muz. J. Borysewicz; sł. A. Mogielnicki) – 4:41
15. „This is only Rock'n'Roll” (muz. J. Borysewicz; sł. A. Mogielnicki; przeł. Tom Wachtel) – 4:05